# Drosicha philippinensis
Drosicha philippinensis är en insektsart som först beskrevs av Green 1924.  Drosicha philippinensis ingår i släktet Drosicha och familjen pärlsköldlöss.
Artens utbredningsområde är Filippinerna. Inga underarter finns listade i Catalogue of Life.